# Claude Viseux
Pour les articles homonymes, voir Viseux.
Claude Viseux est un peintre, sculpteur et graveur aquafortiste et lithographe français né le 3 juillet 1927 à Champagne-sur-Oise et mort le 9 novembre 2008 à Anglet.

## Biographie

### Formation et objets trouvés: 1927-1950

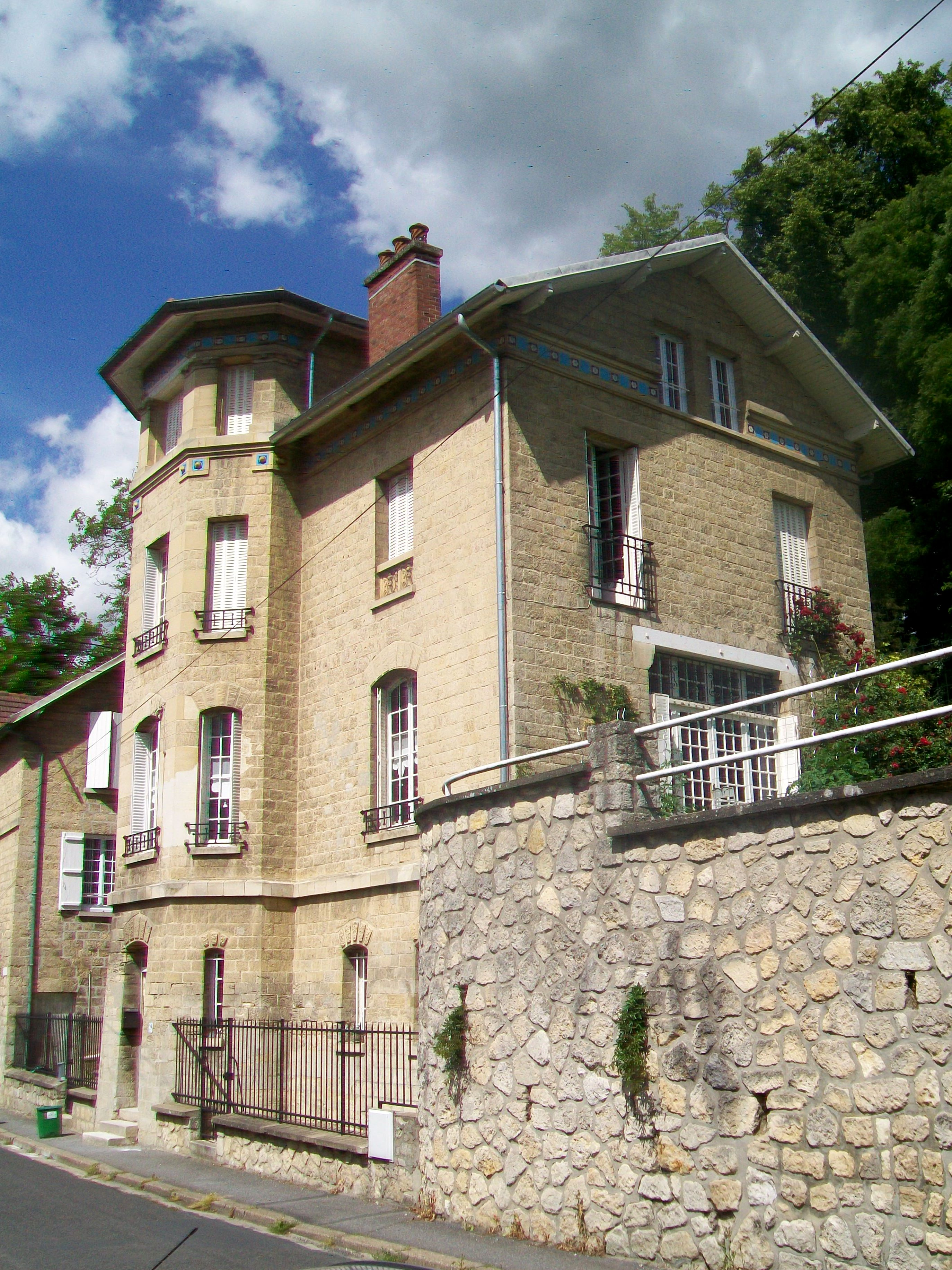
Le clos Patrix, maison natale de Claude Viseux à Champagne-sur-Oise.

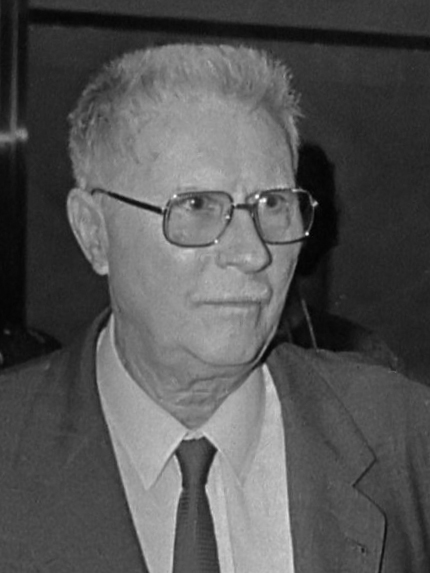
Jean Prouvé

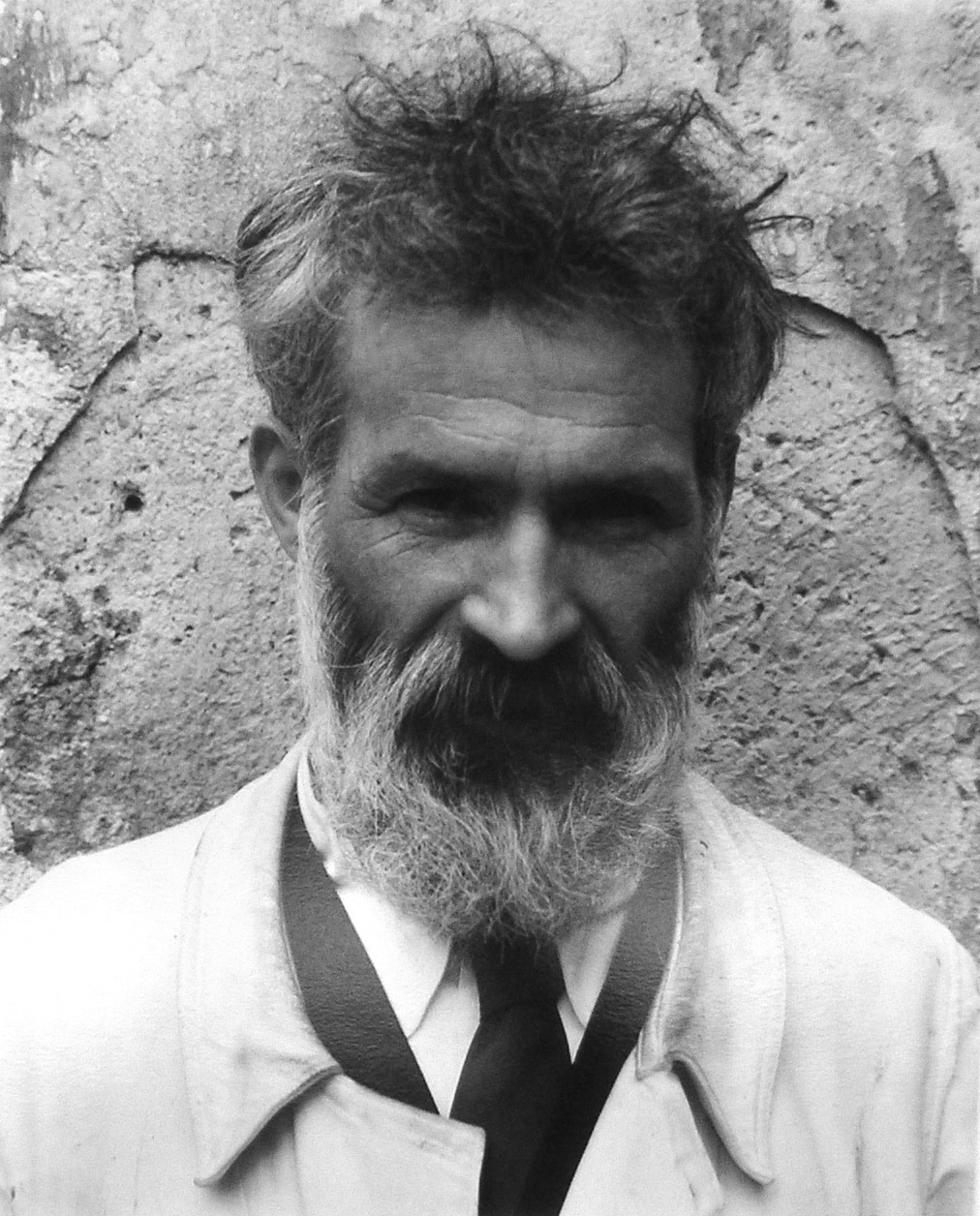
Constantin Brâncuși

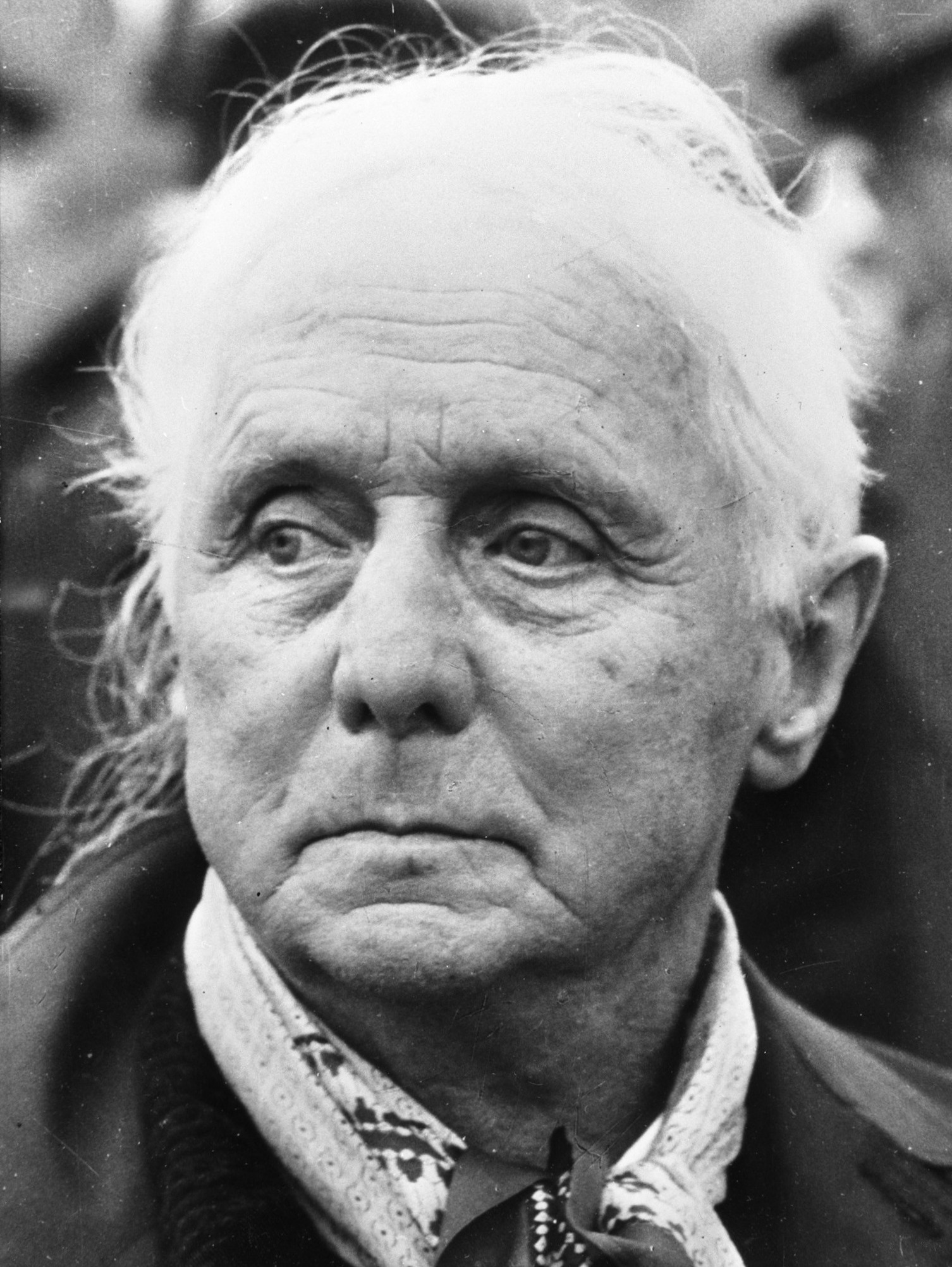
Max Ernst

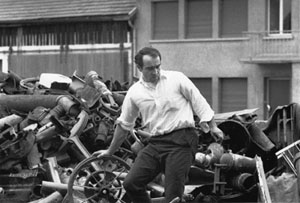
Jean Tinguely

De racines familiales situées dans le bassin minier du Nord-Pas-de-Calais, c'est du mariage de Gabriel Viseux et Yvonne Cavan, employés à la SNCF, que Claude Viseux naît en 1927 dans la maison nommée Le clos Patrix, située 22, rue d'Aire à Champagne-sur-Oise. Après la Seconde Guerre mondiale qui, afin d'échapper au service du travail obligatoire, se déroule pour lui dans l'Ariège entre la ville de Foix et une ferme du village de Montgailhard, il obtient son baccalauréat au lycée de Pontoise.
En 1946, logeant à la Maison des provinces de France de la Cité internationale universitaire de Paris avec l'architecte Michel Dépruneaux qui restera durablement son ami, il entre en auditeur libre à l'École nationale supérieure des beaux-arts de Paris pour effectuer des études d'architecture dans l'atelier de Georges Gromort et Louis Arretche. Dès 1947, se souviendra-t-il cependant, il se fabrique « un entourage d'objets trouvés », s'accoutumant à « ramasser des souvenirs : éclats géants de bombes, pierres calcifiées, bois morts, empreintes et décalcomanies de murs ou d'herbes séchées qu'il englue d'encre de Chine », ensemble hétéroclite et inclassable qu'il définira comme « un trésor de choses indéchiffrables qui sont son absolu ». C'est dans le prolongement de cette démarche qu'il se revendiquera plutôt autodidacte en affirmant « avoir trouvé l'aide nécessaire bien plus dans des magazines de vulgarisation scientifique, de biologie, chez le plombier qui m'a appris à souder, chez le droguiste qui m'a montré les mélanges alchimiques de couleurs, chez les gitans ferrailleurs, que dans les musées ou catalogues artistiques ».
De son mariage en juillet 1949 avec Micheline Bottieau, originaire de Golfe-Juan, naîtront deux enfants, Martine (1951-1969) et François (1953). Il effectue en 1951 dix mois de service militaire au 3e régiment d'infanterie de marine, où il se lie d'amitié avec le philosophe Hubert Damisch.

### Le peintre: 1950-1958
Claude Viseux abandonne l'architecture au profit de la peinture en 1950, date de ses premiers tableaux gestuels. Ses rencontres, avec l'architecte Jean Prouvé en 1951 — avec qui il collaborera au pavillon du centenaire de l'aluminium, hall d'exposition démontable réalisé en 1954 sur un quai de Seine à Paris, puis en 1956 à la conception pour l'abbé Pierre de la Maison des jours meilleurs, habitation mobile d'environ 50 m2 productible en série et à faible coût —, avec le sculpteur Constantin Brancusi en 1952, sont à situer dans ses recherches personnelles d'une nouvelle forme d'expression, d'une démarche qui le range aux côtés de Corneille, Pierre Alechinsky et Robert Lapoujade au sein de la seconde École de Paris.
Installé alors rue de Quatrefages, dans le 5e arrondissement de Paris (qu'il quittera en 1957 pour la rue de la Vanne à Montrouge), sa première exposition personnelle se tient à la galerie Vibaud, à Paris, en 1952. De 1953 datent ses peintures instrumentales à partir d'un outillage de hasard : élastiques enduits de couleur, tendus et lâchés sur la toile, dont la trace devient l'acte de peindre. Il fait l'objet de l'exposition d'inauguration de la première galerie de Daniel Cordier en 1956. « Être observateur ne suffit pas : il me faut prendre et restituer l'apparence des choses sous une autre nature pour mieux nier le réel » confie-t-il comme pour éclairer des toiles telles que L'œil vu par les pieds (1957).

### Le sculpteur: 1959-2008
C'est dans les années 1959-1960 que la sculpture de Claude Viseux, qualifiée de « protéiforme, onirique, fantastique » — ami de Max Ernst, Man Ray, Francis Ponge et Henri Michaux, il ne désavoue pas une parenté avec le Surréalisme — se substitue à la peinture, ses premières réalisations étant les objets trouvés en bord de mer qu'il pétrifie dans la cire d'une part, les empreintes de pierres et d'algues coulées en bronze d'autre part.
En 1960, il signe le Manifeste des 121 titré « Déclaration sur le droit à l’insoumission dans la guerre d’Algérie ».
En 1961, ses expérimentations s'orientent vers les corps organiques, notamment avec sa série Ostéales constituée d'assemblages d'os fossilisés qu'il patine ou au contraire décape, qu'il visse, scie, assemble et plastifie. Les Concrétudes ou Coulées directes qui suivent en 1961-1962 sont obtenues à partir de coulées de métal en fusion dans le sable, générant des reliefs qu'il soude sur des plaques d'acier. Il va cependant adopter rapidement l'acier inoxydable — qu'il est avec Pol Bury parmi les premiers à employer en sculpture — comme matériau de prédilection. « Il assemble divers rebus industriels — tuyaux, écrous, boulons, cuves… — pour créer des sculptures à mi-chemin du mécanique et du biologique » restitue ainsi Sophie Serra. Claude Viseux, qui fréquente alors Jean Tinguely, Piotr Kowalski, Michel Guino, Takis et César, confirme : « Ma récupération de l'élément industriel s'élargit vers les aciers spéciaux, avec un essai de vocabulaire formel : des barres, des profilés, des sphères, des rotules, des fonds de cuves, des chambres à combustion de Boeing, des tubulures, des soupapes de navire ».
« L'artiste entre au cœur de la réalité industrielle, prospecte dans les chaînes de montage de Renault et rôde dans les terrains vaques autour des usines », restitue donc l'encyclopédie Les Muses : « il récupère ferrailles, pièces détachées, débris de voitures, vieux châssis, toute une série d'éléments devenus inutiles. Ils les assemblent, tels quels, sans les modifier. Des créatures agressives ou pathétiques vont surgir de ce combat physique et dialectique que l'artiste livre avec la matière et entrer dans le domaine d'une poétique étrange, surnaturelle ». Dans les années 1967-1970, Les « structures actives » en acier inoxydable procèdent ainsi de la production industrielle de série. Elles se répartissent en familles de formes combinatoires composées par addition, soustraction, multiplication, division. Il confirme : « le monde industriel est ma nature, mon bouillon de culture, où je cherche des corps, des familles de corps, des genres, des espèces, dans un aller-retour de l'artificiel au naturel pour confondre les règnes, pour en inventer d'autres selon une géométrie organique qui féconde les différents types de structures, qui aménage la forme concernée par la forme à venir ». En 1968, Claude Viseux s'installe à la villa Baudran à Arcueil, atelier qu'il conservera jusqu'en 1992.
Si des corps imaginaires naissent ainsi des pièces mécaniques que Claude Viseux emprunte à l'automobile, à l'avion et au bateau, en 1972, « la symétrie de ces formes pures en inox », constate Lydia Harambourg, « l'amène à s'interroger sur la notion d'équilibre instable ». Ses Instables sont de la sorte exposés à la Biennale de Venise en 1972 où, rappelle encore Lydia Harambourg, une salle entière est consacrée « aux dessins qui reprennent son vocabulaire mécanique identitaire de sphères, toupies, hélices, anneaux, astrolabes et balanciers ». Les Instables sont de même, en 1973, présentés à la galerie Le Point cardinal à Paris où Claude Viseux avait déjà exposé en 1968 avec Henri Michaux et Joaquin Ferrer. Il participe également à la conception et à la réalisation de décors et costumes de ballets. On retrouve ses sculptures en inox dans de nombreux lieux publics.

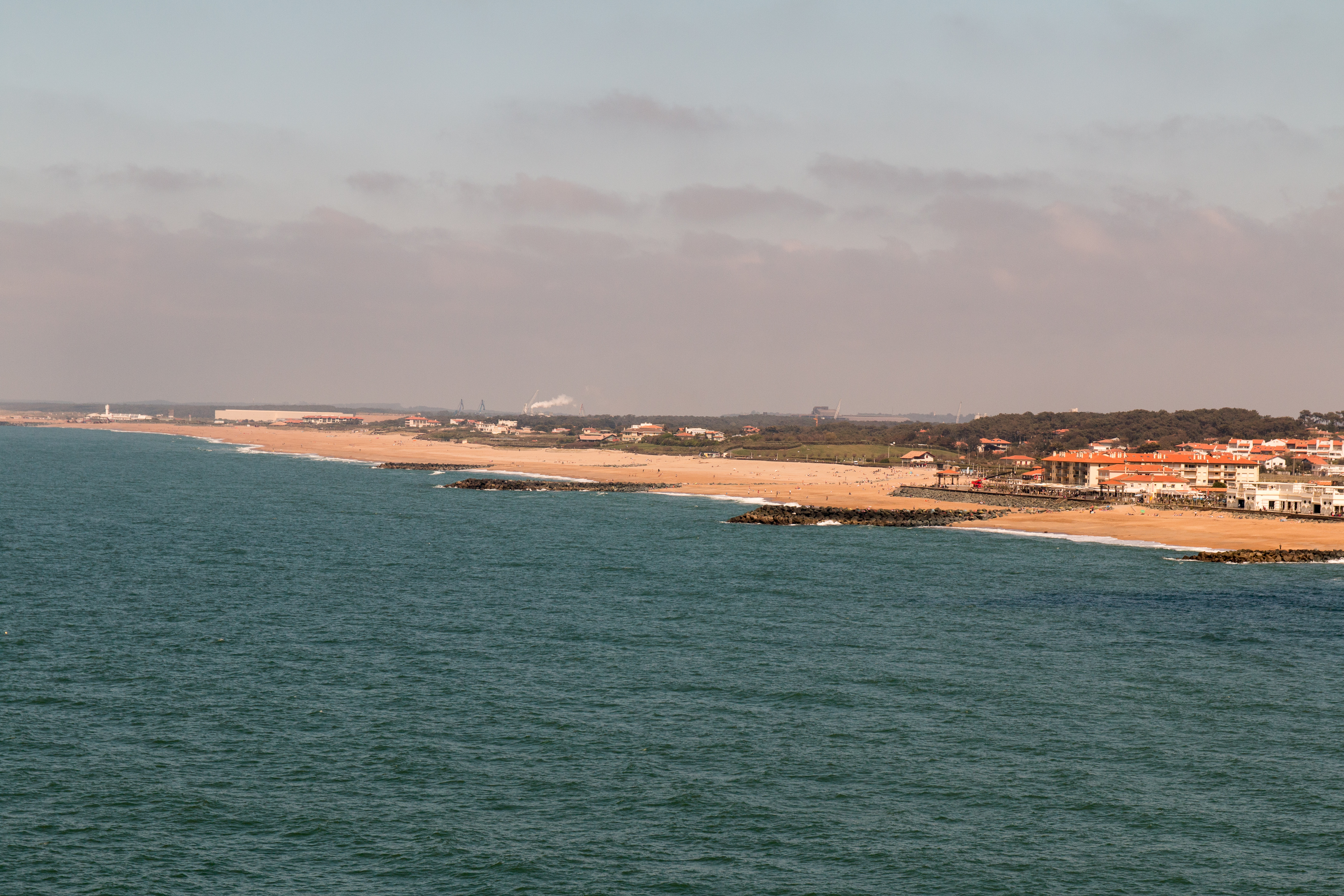
Une plage à Anglet.

De 1975 à 1992 Claude Viseux est professeur, chef d'atelier de sculpture à l'École nationale supérieure des beaux-arts de Paris. De 1981 date son premier voyage en Inde, pays où, jusqu'en 1990, il retournera ensuite neuf fois et auquel il attribuera une influence importante sur son œuvre : les compositions colorées qu'il crée alors énoncent de fait une imprégnation de la culture indienne, de ses rites, de ses codes sociétaux, de son cinéma, de sa musique, de ses couleurs vestimentaires chatoyantes. En 1991, il réalise une trentaine de monotypes dans l'atelier du graveur Tanguy Garric.
Avec son épouse Micheline Viseux, historienne du textile et des tissus imprimés, Claude Viseux se retire en 1992 à Hossegor, puis en 1999 à Anglet où il poursuit son travail sur des projets monumentaux jusqu'à ce qu'il soit emporté par une longue maladie le 9 novembre 2008. Selon la volonté de l'artiste, amoureux de l'océan, ses cendres ont été dispersées dans la mer.

## Citations

### Dits de Claude Viseux
« Tous mes matériaux et structures sont en acier inoxydable : on peut voir des structures verticales qui sont comme des emblèmes, comme des totems, et qui ont la particularité d’être des corps creux, tubulaires, avec des sommets d’où sortent des tas de choses — coquillage, épée, main — comme un arbre pourrait germer et offrir en son haut une surprise si on le décapite. Il y aussi des structures instables au sol, linéaires, que j’appelle des tenseurs, car ils sont comme des pièges faits pour prendre l’espace. »

— Claude Viseux
[réf. nécessaire]

« Être un observateur ne suffit pas. Il me faut prendre et restituer l'apparence des choses sous une autre forme pour mieux nier le réel. »

— Claude Viseux

« Mes sculptures sont une suite d'expériences imaginaires, une seule exigence les dirige : elles doivent contredire le préexistant et en signifier des notions d'extension et de restriction afin d'être pour elles-mêmes des événements de création autonome, nécessaires à nos curiosités mentales. »

— Claude Viseux

### Réception critique
« Certaines des toiles de Viseux gardent la trace des plaies mal cicatrisées, que le peintre a grattées avec la rage de celui qui veut retrouver l'origine et le sens du geste de peindre, par-delà les habitudes et les leçons apprises. Mais cette rage a son prix : elle permet de reconnaître le peintre qui décida de briser l'immense rire du silence. Sous les pinceaux qui écorchent, au-delà de la main, surgit l'ombre du dire. »

— Hubert Damisch

« Viseux en est venu à cette vision protoplasmique, que proposent ses toiles actuelles, par plusieurs étapes. Son évolution reste, je pense, exemplaire, elle montre que la non-figuration est liée à une certaine expérience du monde actuel, à un certain sentiment de la vie sociale. Par exemple : "quelle différence y a-t-il entre des rochers couverts de moules et la sortie du métro à 18 heures ? Entre un champ de laminaires et une salle de cinéma ?" Ces formulations humoresques ne doivent pas nous abuser et la réponse "il n'y a pas de différence s'impose avec angoisse. Viseux en fut précipité dans un indéterminé, un "néant" assez sartrien : "ce milieu en question" est encore le nôtre pourtant : "ni haut ni bas, ni droite ni gauche, dit Viseux, au milieu de tout cela, nous baignons", nous apparaissons aussi. »

— Jean-Clarence Lambert

« À travers des recherches si diverses, on peut découvrir dans l'œuvre de Viseux une assez surprenante continuité, marque indiscutable de sa personnalité et de son tempérament. Il est un de ces artistes passionnés de technique et de connaissance qui tendent vers un art total, seul capable d'exprimer les différentes aspirations de l'homme actuel. »

— Geneviève Bonnefoi

« À l'origine de son travail, l'univers marin, présence récurrente où interviennent la mer, le sable, le plancton, le soleil, le cosmos. Des taches sombres, dispersées, faites de tentacules et d'algues, naissent des hasards d'une matière-couleur qui se veut à la fois signes vivants ouverts sur nos rêves non formulés. »

— Lydia Harambourg

« C'est Daniel Cordier qui a révélé au public son lyrisme abstrait et matiériste : cet artiste se destinait à l'architecture et renonça pratiquement à la peinture en 1958 pour pratiquer une sculpture mariant l'acier à tous les matériaux de la production industrielle. Son œuvre peint illustre le mouvement matiériste propre aux recherches des années 1950. »

— Gérald Schurr

« D'abord, il s'agit d'un monde où la dynamique des processus et des équilibres-déséquilibres exclut le repos. Ce monde tourne, vrille, se tend, se tord, se contorsionne, prolifère. En termes de symbole, il s'agit aussi d'un univers sans tranquillité : il n'y a rien à attendre d'un symbolisme qui s'établirait, se confirmerait, se stabiliserait. Les symboles sont, eux aussi, hybrides, faits de juxtapositions et de rencontres instables : échapper au symbole et au signe en épousant une autre apparence, dit Claude Viseux. Cette intranquillité pourrait être appelée existentiellement, une inquiétude. En cela, nous avons affaire à une œuvre qui fait passer les formes par le préalable des sentiments - des sentiments tourmentés mais qui restent soumis à la lucidité d'une volonté d'articulation. »

— Yves Michaud

« En tant que peintre, il se situa d'emblée dans l'abstraction lyrique, recourant également à un travail de la matière apparenté à l'art informel. Il a lui-même donné une  idée globale du projet de sa peinture : "une sorte de paysage-portrait, semblable à une foule où chacun crie le plus fort à sa manière, un paroxysme d'infini aveuglant celui qui a cru y voir clair". Dans le même temps, il abordait la sculpture par une démarche d'appropriation de la matière brute, préfigurant l'esprit des expansions de César : ses Concrétudes étaient obtenues à partir de coulées de métal en fusion à même le sol. »

— Jacques Busse

« Viseux, artiste inclassable, n'appartient à aucune école, aucun mouvement artistique. Sa démarche est sensorielle, instinctive. Il aborde la peinture, la sculpture et le dessin avec le même intérêt et la même liberté. Les médiums et les techniques ne sont que des moyens pour inventer une langue artistique à part ; il les travaille en autodidacte, ne se souciant pas nécessairement de leur spécificité. Il les utilise, les malmène pour servir son propos. Il peint l'acier inox, faisant fi de son aspect brillant, il réalise des collages où le procédé même semble disparaître par un habile jeu de juxtapositions. Ce qui compte, c'est l'idée générale de la création. »

— Didier Arnaudet

## Collections publiques

### Algérie
- Alger, musée national des Beaux-Arts.

### Allemagne
- Ansbach, musée des Beaux-Arts.
- Berlin : Relief mural, 1957.

### Belgique
- Anvers, musée de sculpture en plein air de Middelheim : Cryptogènes III, 1968.
- Bruxelles, Musées royaux des beaux-arts de Belgique : Composition, 1956, huile sur toile, 130 × 97 cm[24].

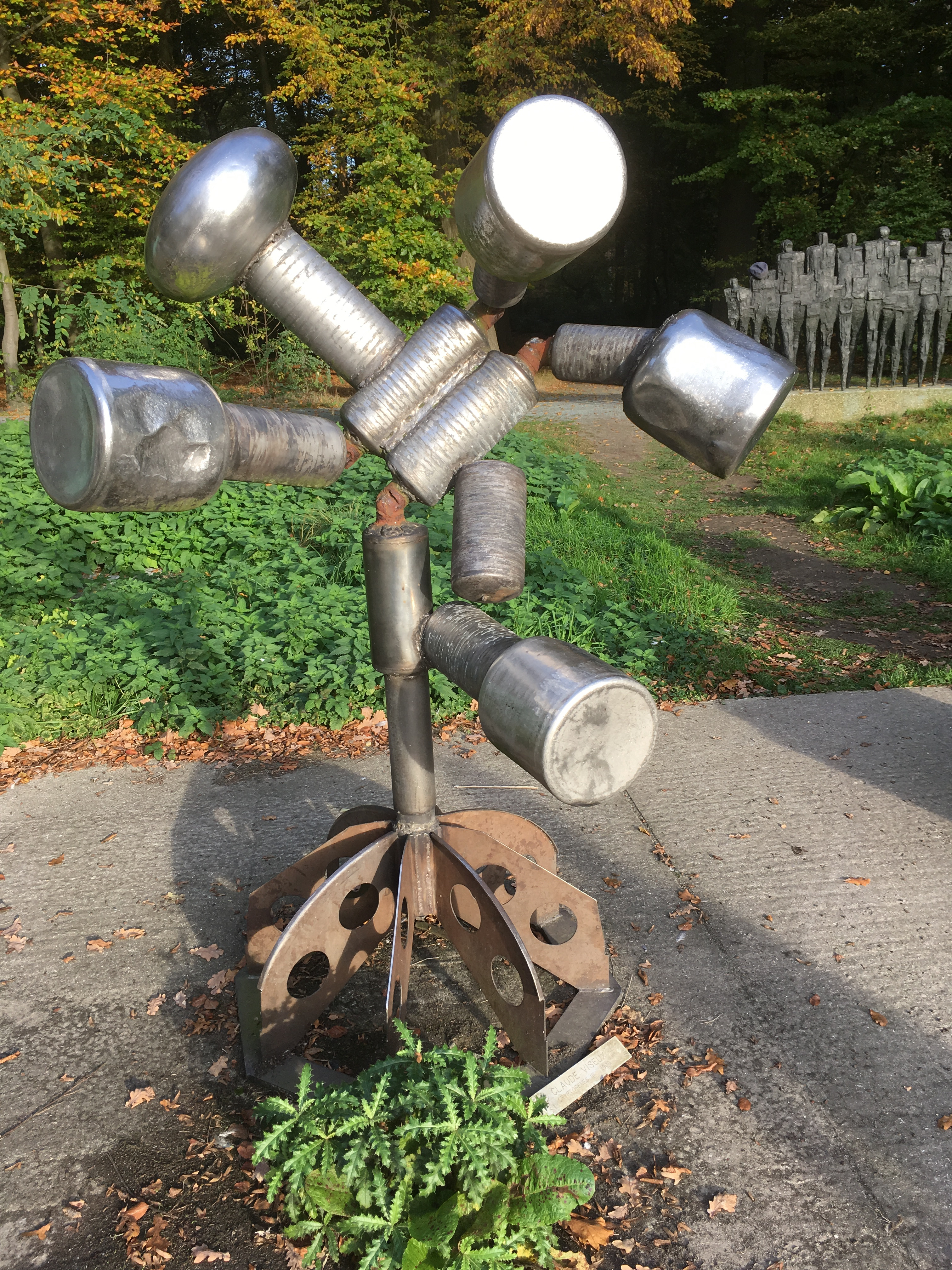
Cryptogènes III, Anvers, musée de sculpture en plein air de Middelheim.

### Espagne
- Lanzarote :
  - musée international d'Art contemporain (es) : Ananda[25].
  - plage de Costa Teguise : trois sculptures[9].
- San Cristóbal de La Laguna, université de La Laguna, campus du Guajara : Sculpture, 1992.
- Santa Cruz de Tenerife, parque García Sanabria : Hommage à Millares.

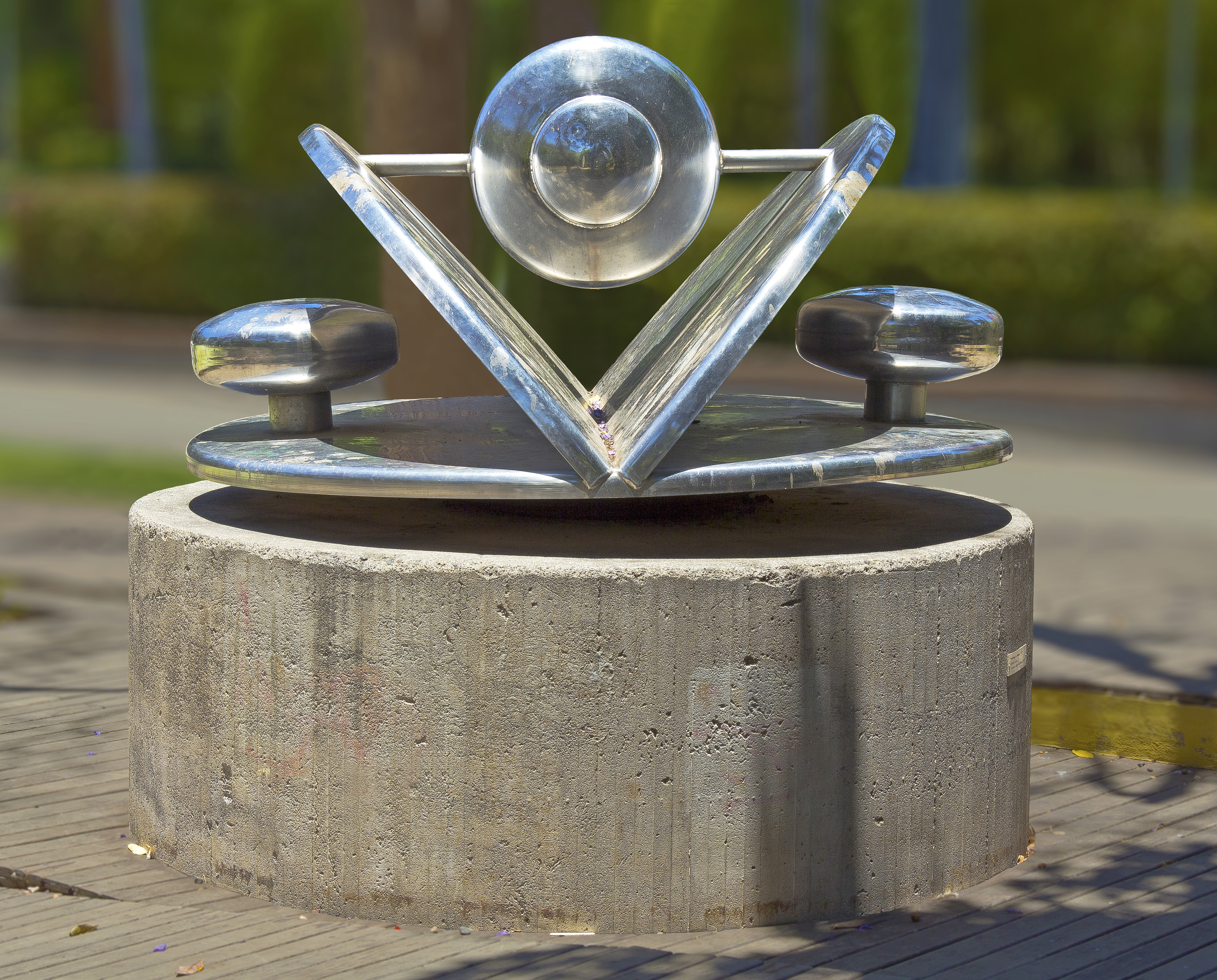
Hommage à Millares, Santa Cruz de Tenerife, parque García Sanabria.

### États-Unis
- Miami, Pérez Art Museum Miami.
- Washington, National Gallery of Art.

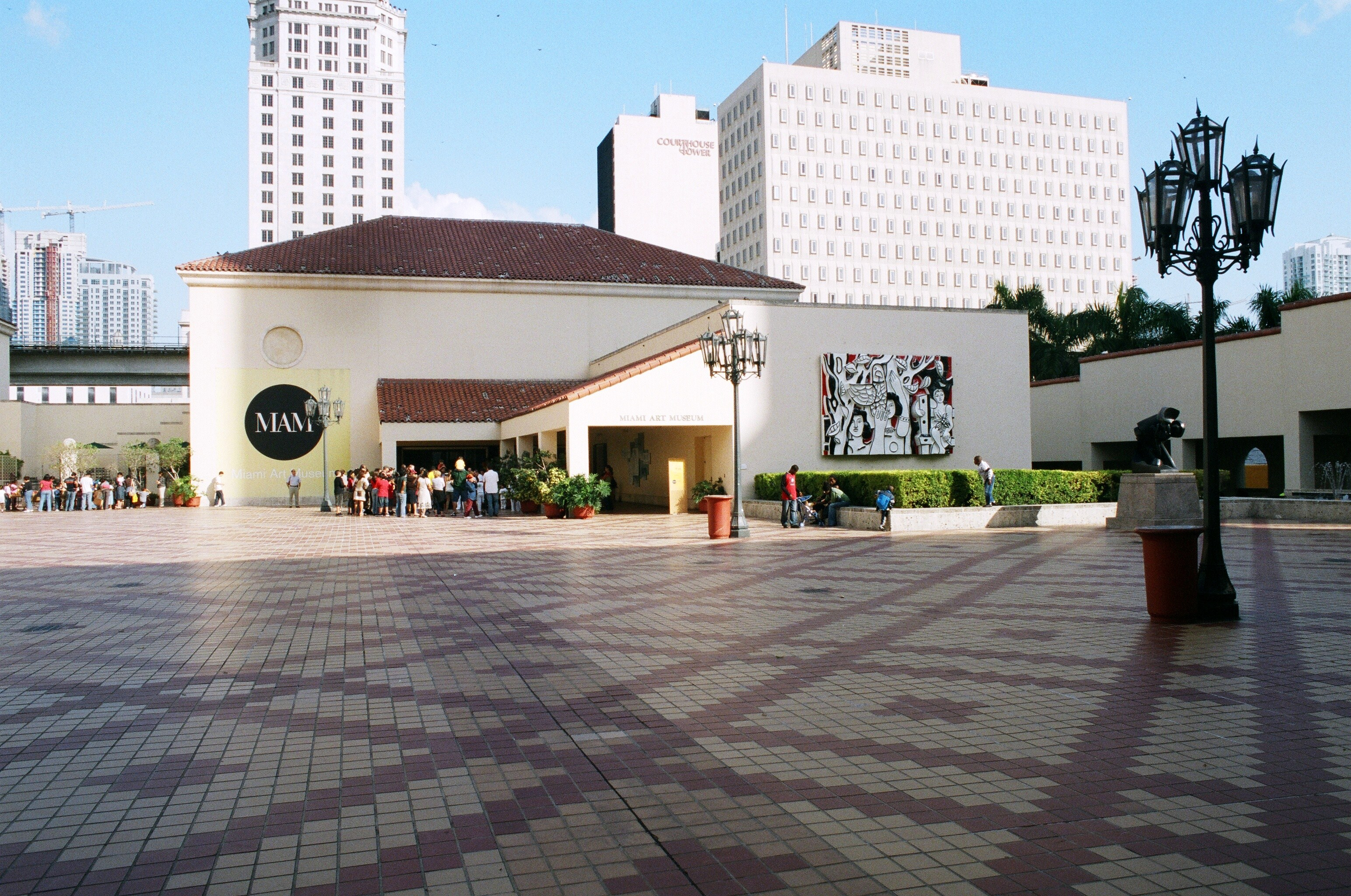
Le Pérez Art Museum Miami.

### France

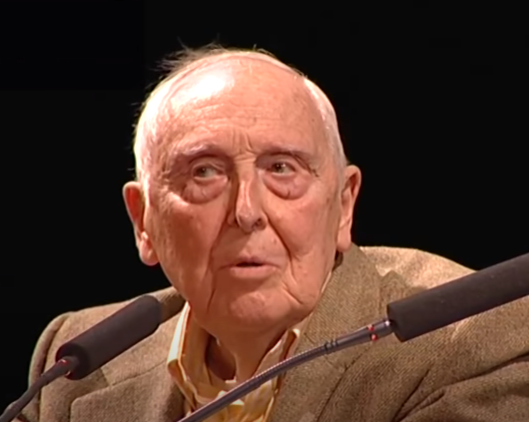
Daniel Cordier
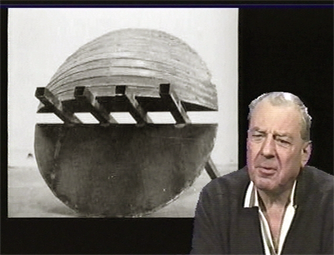
Gérard Lardeur
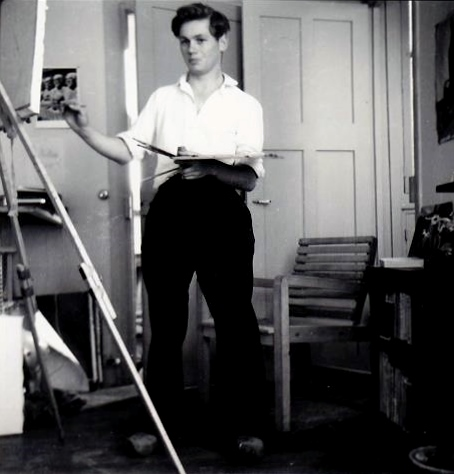
René Legrand
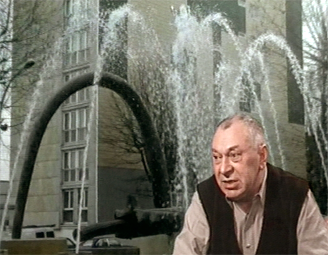
Victor Roman

- Anglet :
  - mairie, salle du conseil municipal : Collage[26].
  - parc de la villa Beatrix-Enea :
    - Colonne océanide ;
    - Double Flux.
    - rond-point de l'avenue de l'Adour et de la rue Rénéric : L'Orphie.

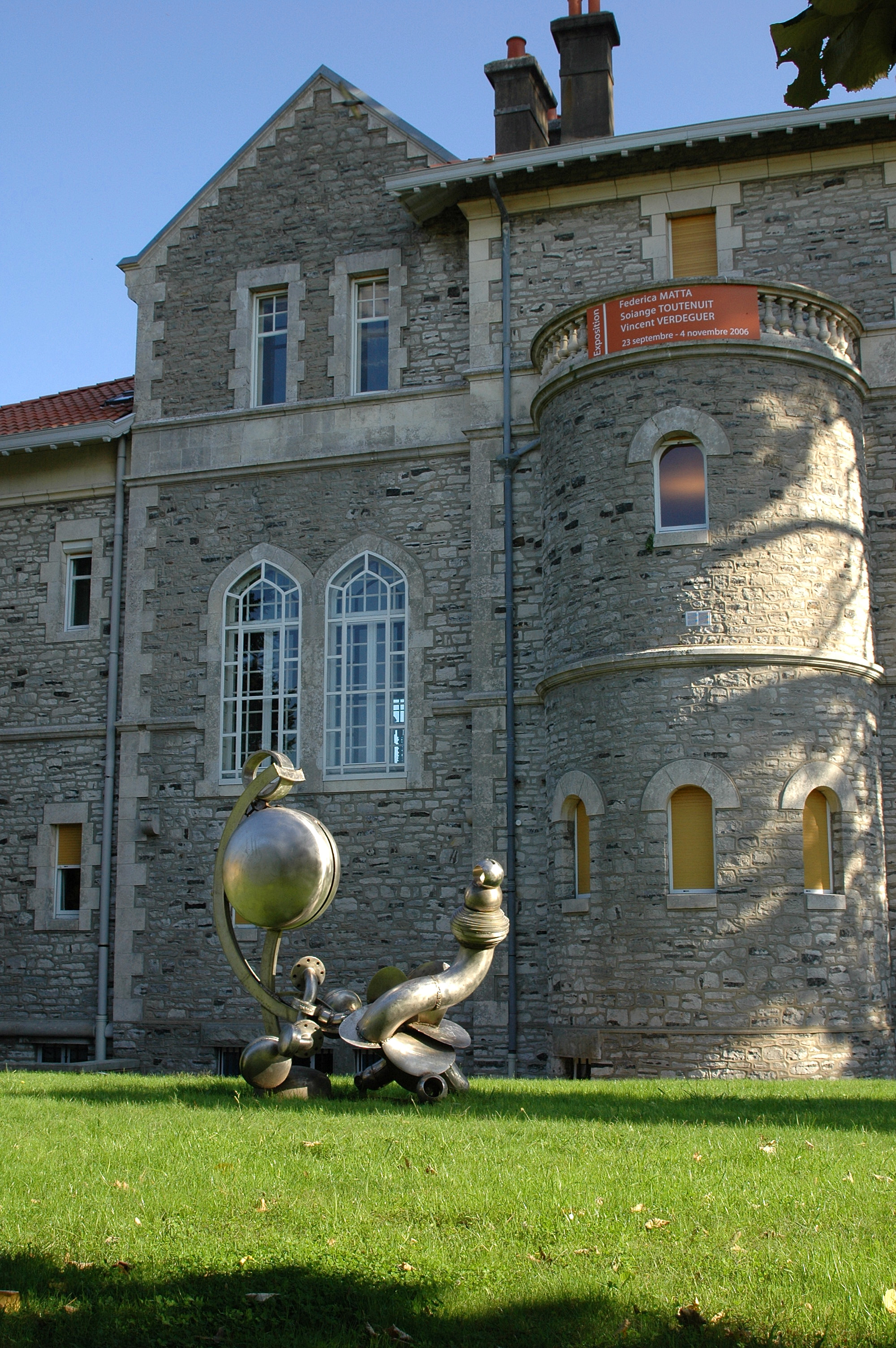
Double Flux, Anglet, parc de la villa Beatrix-Enea.

- Arcueil-Gentilly-Paris, promenade des aqueducs : 18 sculptures monumentales[27]
- Bayonne, musée basque et de l'histoire de Bayonne : Campanaire, sculpture.
- Champagne-sur-Oise : L'Annulaire[28].
- Châtillon, groupe scolaire Langevin-Wallon : L'Écornifleur.
- Couvron-et-Aumencourt : Astroboule[29].

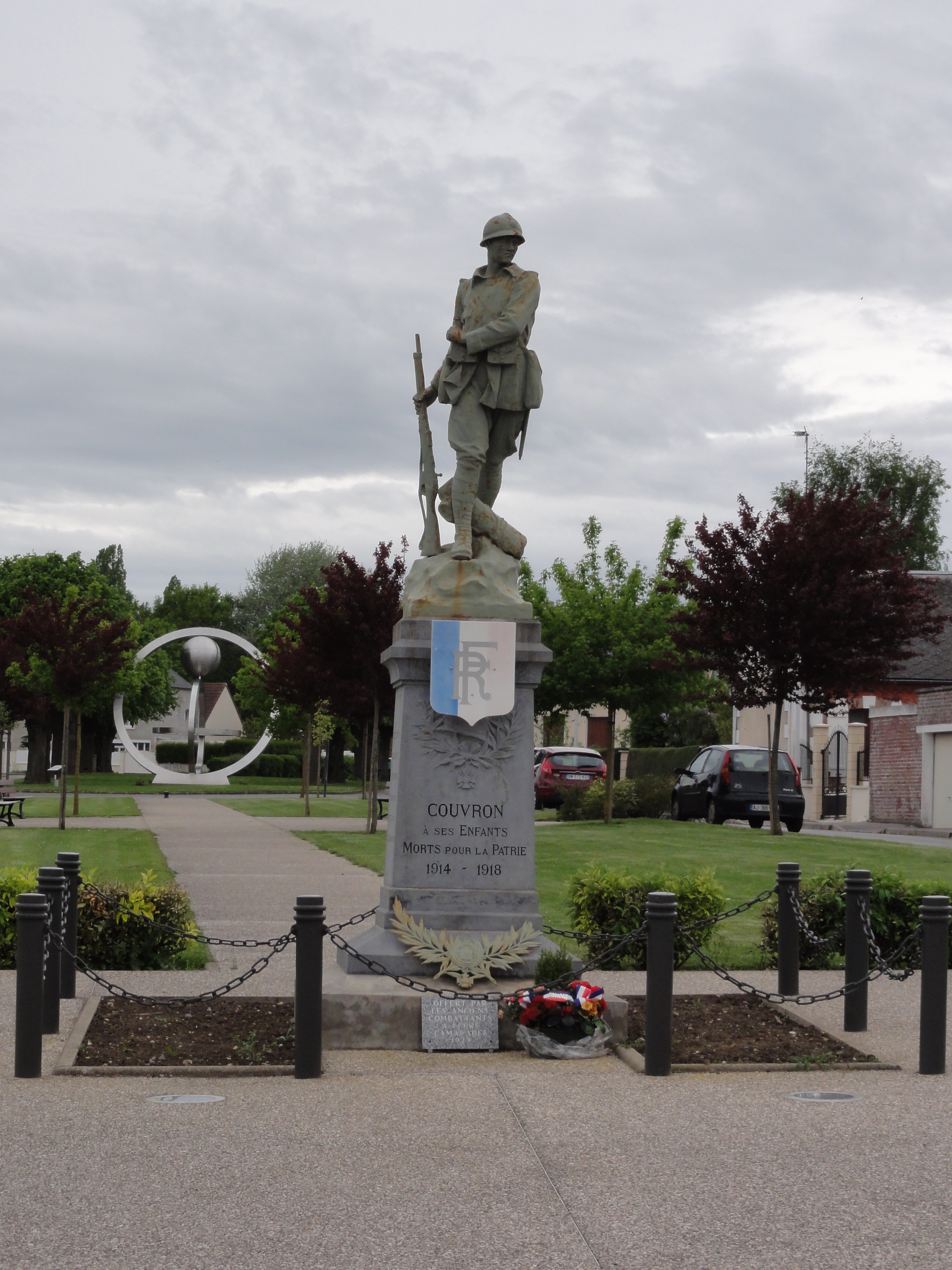
Astroboule (à l'arrière-plan), Couvron-et-Aumencourt.

- Créteil, hôtel de préfecture du Val-de-Marne, jardin.
- Dommartemont : Sans titre.
- Dunkerque, lieu d'art et action contemporaine : Ovogenèse et Hommage à Pedro Rodriguez, sculptures[30].
- Écully, EM Lyon Business School.
- Ginals, abbaye de Beaulieu-en-Rouergue, Centre d'Art contemporain : donation de la collection Geneviève Bonnefoi et Pierre Brache[31],[32].
- Grand-Couronne, école élémentaire Pablo-Picasso : Colonne Nidation.
- Grenoble, palais Alpexpo : Germinal[33].
- Guéthary :
  - musée de Guéthary : Sans titre, huile sur papier[34].
  - parc André-Narbaitz, jardin du musée : Sans titre, série des Oosphères[35].
- Ivry-sur-Seine : Le Nocturlabe[36].
- Le Tampon, Palais 7 portes - Lieu d'art contemporain Vincent Mengin-Lecreulx et Roselyne Von Pine[37],[38].
- L'Isle-Adam, musée d'Art et d'Histoire Louis-Senlecq[39].
- Les Sables-d'Olonne, musée Sainte-Croix.
- Lyon : 
  - place du Lac, patio de l'hôtel du Grand Lyon : Sans titre, 1980[40].
  - EM Lyon Business School.
- Marseille, musée Cantini.
- Mées : Structure M2000[9].
- Mers-les-Bains, hôtel de ville[41].
- Montauban, place des Carmes :
  - Danger isolé, 1969, œuvre de la série Voyants maritimes[42] ;
  - Jonction, 1969 , œuvre de la série Voyants maritimes[43] ;
  - Volume 268.
- Mont-de-Marsan :
  - L'Échassier[44].
  - Porte de mer.
  - Centre d'art contemporain Raymond Farbos.
  - lycée Victor-Duruy : Le Poulpe.
  - musée Despiau-Wlérick.
- Orly, aéroport de Paris-Orly : panneau de céramique.
- Paris :
  - Cité des sciences et de l'industrie : Les Triades[45].
  - département des estampes et de la photographie de la Bibliothèque nationale de France[46].
  - esplanade des Olympiades : Objet monumental.
  - gare d'Auber : Sans titre, 1972, sculpture en métal[47].
  - Gare d'Haussmann - Saint-Lazare.
  - Musée d'Art moderne de la ville de Paris.
  - Musée national d'Art moderne.
- Reims : école primaire Vasvo de Gama, Instable,
- Rodez, musée des Beaux-Arts Denys-Puech : Monotrace, estampe[48].
- Saint-Cloud : Relief mural, 1958.
- Saint-Étienne, musée d'Art moderne et contemporain.
- Saint-Étienne-du-Rouvray, fonds d'art contemporain de la ville[49] :
  - Hommage à Picasso, encre et crayons de couleurs sur papier marouflé sur toile 110x75cm, 1976 ;
  - Sans titre, sculpture acier inoxydable 52x13cm, 1984.
- Saint-Martin-d'Hères : 
  - place de la Triade : La Triade.
  - rue Georges-Sadoul, entrée sud du campus : Le Sablier.

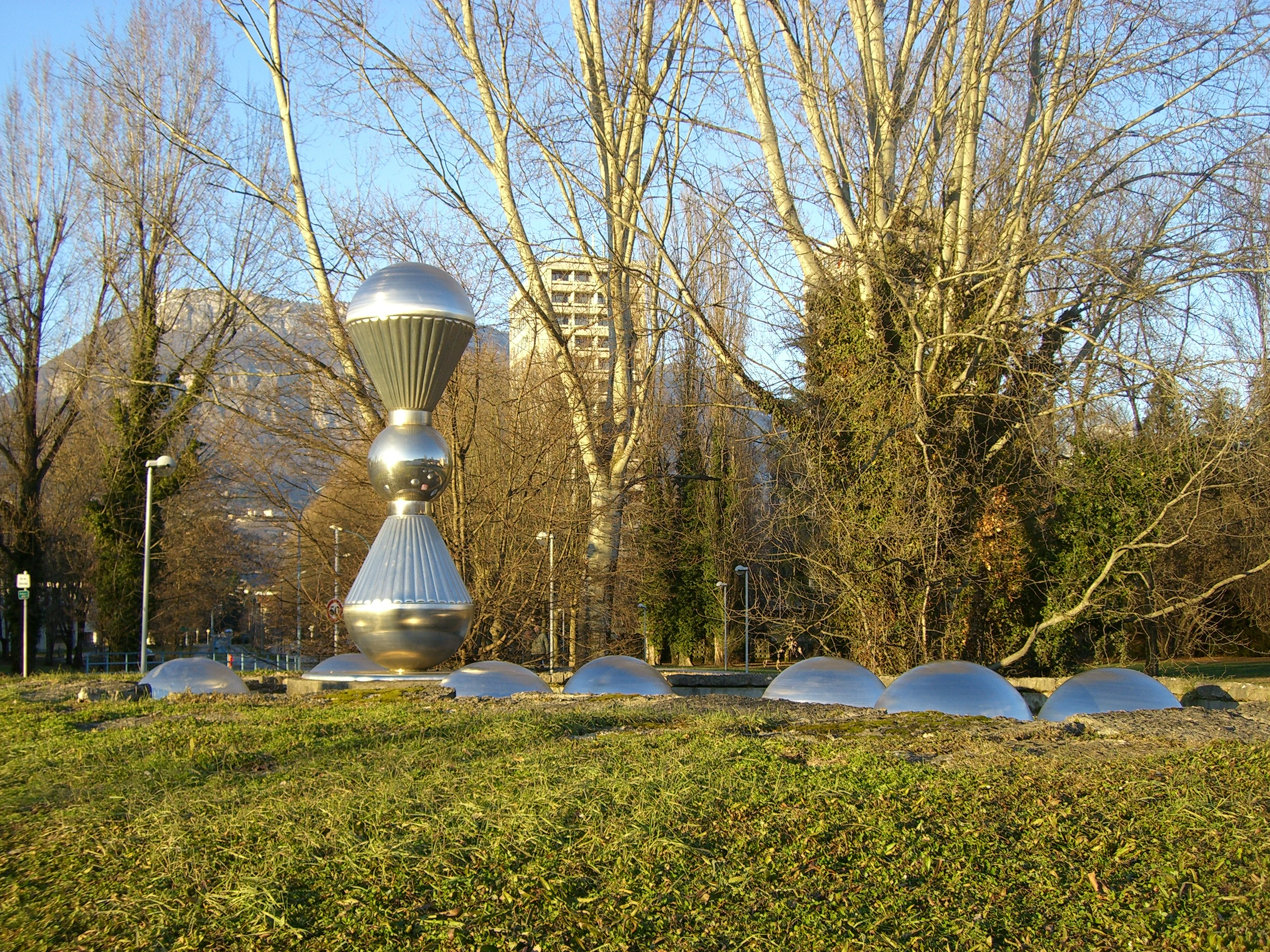
Le Sablier, Saint-Martin-d'Hères, entrée sud du campus.

- Saint-Paul-de-Vence, Fondation Maeght : Un prédateur, 1965, acier inoxydable[50].
- Savigny-le-Temple : Sculpture fontaine.
- Tarnos, hôtel de ville : Mithuna.

- Vitry-sur-Seine :
  - 15, avenue Henri-Barbusse : Sans titre[51].
  - hôtel de ville : L'Arbre de vie[52].
  - musée d'Art contemporain du Val-de-Marne : Anisoptères, 1996, dessin.
  - rue Eugène-Hénaff, rond-point du centre commercial : Capsulaire f1[53].

### Inde
- Bhopal, Bharat Bhavan Museum (en).
- New Delhi :
  - Lalit Kala Akademi
  - National Gallery of Modern Art.

### Mexique
- Mexico, Palais des beaux-arts de Mexico.

### Pologne
- Varsovie, musée national de Varsovie.

## Collections privées référencées

### Espagne
- Lanzarote, hôtel La Geria : Sculpture-fontaine, 1988, acier inox[9].

### France
- Éric et Doris Beyersdorf[54].
- Daniel Cordier[55].
- Gérard Lardeur.
- René Legrand[56].
- Raoul-Jean Moulin[57].
- Jean Prouvé[9].
- Victor et Dana Roman[58].
- Georges Visat, Arzacq-Arraziguet[59].

- Daniel Cordier
- Gérard Lardeur
- René Legrand
- Victor Roman

## Contributions bibliophiliques
- Franco Russoli (it), L'avant-garde internationale de la gravure, trois volumes sous étui, soixante artistes contributeurs, chaque volume contenant vingt-eaux-fortes originales (dont Claude Viseux dans le troisième volume), cent exemplaires numérotés, édité par la galerie Schwarz, Milan, 1962.
- Claude Viseux, Horographies, suite de douze gravures en couleurs, Paris, Éditions de la Galerie Le Point cardinal, 1970.
- Claude Viseux, Trois règnes, album de douze collographies rehaussées au pochoir, Éditions Galerie Attali, 1975.
- Claude Viseux, Falaises du doute, illustrations de Bertrand Dorny, Paris, Imprimeries Fequet-Baudier, et Saint-Michel-sur-Orge, Morsang, 1977.
- Textes de Claude Frantisi, Simon Hantaï, Frédéric Benrath, Jean Degottex, Zao Wou-Ki, Joseph Sima, Claide Viseux, Francis Bacon, Pierre Alechinsky, Geneviève Asse, Pierre Soulages, Hervé Télémaque, Jean-Pierre Pincemin, Roberto Matta, Jorge Camacho…, Henri Michaux, le regard des autres, édité par la galerie Thessa Herold pour le centenaire de la naissance d'Henri Michaux, 1999.
- Claude Viseux, États de nature, poèmes, collages et dessins de l'auteur, 100 exemplaires dont 30 numérotés et signés, Éditions Association Atelier Claude Viseux, 2005.

## Scénographie
- Salomé de Richard Strauss, chorégraphie de Jo Lazzini, Compagnie du ballet-théâtre contemporain, Amiens, 1968.
- Score de Steve Lacy, chorégraphie de Jacques Garnier, Compagnie le Théâtre du Silence, théâtre de la Ville, Paris, 1979[2].

## Expositions

### Expositions personnelles
- Galerie Vibaud, Paris, 1952.
- Galerie La Gentilhommière, Paris, 1953.
- Galerie Jean-Robert Arnaud, Paris, février-mars 1954.
- Galerie René Drouin, Paris, 1955.
- Galerie Daniel Cordier, Paris, 1956, mars-avril 1960.
- Galerie Léo Castelli, New York, 1957.
- Palais des beaux-arts de Bruxelles, 1958.
- Facies (peintures) et Pétrifications (sculptures), musée de Wiesbaden, 1961.
- Galerie Cavalero, Cannes, 1963, 1967, 1972, 1978.
- Galerie Le Point cardinal, Paris, 1965.
- Viseux - Sculptures, 1958-1966, galerie D. Benador, Genève, 1966.
- Centre national d'art contemporain, Paris, juin-juillet 1969.
- Horographies, galerie Le Point cardinal, Paris, novembre-décembre 1970.
- Galerie Alphonse Chave, Vence, août-septembre 1971, 1974, 1992.
- Claude Viseux. Les instables, Biennale de Venise, 1972.
- Viseux. Sculptures, 1972-1973, galerie Le Point cardinal, décembre 1973 - janvier 1974.
- Colegio de Arquitectos, Santa Cruz de Tenerife, 1974.
- Claude Viseux. Sculptures, dessins, lithographies, Sala Conca, San Cristóbal de La Laguna, 1974.
- Musée des Ursulines de Mâcon, 1975.
- Claude Viseux - Rétrospective, Musée d'art moderne de la ville de Paris, juin-septembre 1977[60].
- Galerie Isy Brachot, Paris, 1980.
- Galerie Madoura, Vallauris, 1981.
- Galerie Atiir, Las Palmas de Gran Canaria, 1985.
- Art Heritage Gallery, New Delhi, 1986.
- Galerie l'Art et la Paix, Paris, 1987.
- Galerie Varachaud, Grenoble, 1988.
- Fine Art Gallery, Tokyo, 1988.
- Centre d'art contemporain Raymond-Farbos, Mont-de-Marsan, 1989.
- Galerie Chemould, Bombay, 1989.
- Claude Viseux, œuvres sur papier 1952-1989 et sculptures, Centre régional d'Art contemporain du château de Tremblay, Fontenoy, juin-septembre 1989.
- Abbaye de Beaulieu-en-Rouergue, 1991 (Claude Viseux. Repères), 2009.
- École nationale supérieure des beaux-arts, Paris, février-mars 1992.
- Claude Viseux, œuvres récentes, galerie Julio-Gonzalez, Arcueil, janvier-février 1993[61].
- Claude Viseux. Œuvres sur papier, 1955-1996, galerie municipale, Vitry-sur-Seine, 1996.
- Musée Carré Bonnat, Bayonne, 1997.
- Galerie Pompidou, Anglet, 2000[9].
- Centre culturel de la Minoterie, Mont-de-Marsan, mai 2009[62].
- Galerie Régis Dorval, Lille, septembre-octobre 2009.
- Claude Viseux. Rétrospective, galerie Eraünsia, Saint-Jean-de-Luz, octobre-novembre 2012[63].
- Claude Viseux. Sculptures et peintures, galerie Dom-Art, Dax, juin-août 2013[64].
- Musée municipal de Guéthary, mai-juin 2014[65],[66].
- Galerie municipale Julio González, Arcueil, 2015.
- Claude Viseux (1927-2008). La réalité transformée, musée d'Art et d'Histoire Louis-Senlecq, L'Isle-Adam, 2016[13],[39],[67].
- GSN Galerie, Pau, septembre 2016.
- Trajectoire(s). Claude Viseux, musée national et domaine du château de Pau, septembre-décembre 2016[68].
- Château Fonbadet, Pauillac, juin-octobre 2019[69].
- Claude Viseux. Peintures, gravures, sculptures, espace Jacques-Prévert, Mers-les-Bains, juillet-août 2019[41].

### Expositions collectives
- Salon des réalités nouvelles, Paris, de 1953 à 1966.
- Divergences - Claude Viseux, Hans Hartung, Gianni Bertini, Natalia Dumitresco, Pierre Soulages, Jean Tinguely, John-Franklin Koenig, Galerie Jean-Robert Arnaud, Paris, juillet-septembre 1954.
- Tensions. Jean Degottex, Simon Hantaï, Judit Reigl, Claude Viseux, galerie René Drouin, Paris, juillet-octobre 1956.
- Salon Comparaisons, Paris, à partir de 1956.
- Salon de la Jeune Sculpture, Paris (membre du comité[17]), à partir de 1956.
- Salon de mai, Paris, 1957, 1961.
- Gianni Bertini, Corneille, Lucio Fontana, Arnaldo Pomodoro, Claude Viseux, Galerie Edmond Carabin, Bruxelles, 1957.
- École de Paris, galerie Charpentier, Paris, 1960, 1963.
- Museum of Modern Art, New York, 1961.
- Antagonisme 2, l'objet (les nouveaux réalistes), musée des Arts décoratifs de Paris, 1962.
- Biennale de sculpture d'Anvers-Middelheim, 1965.
- Babel 65. L'art dans la ville, musée Galliera, Paris, juin-septembre 1965[70].
- Donner à voir 4 - Jean Arp, Philippe Artias, Gianni Bertini, Alexandre Bonnier, Lucio Fontana, Robert Lapoujade, Richard Mortensen, Claude Viseux, Galerie Zunini, Paris, avril 1966.
- Dix ans d'art vivant. 1955-1965, Fondation Maeght, Saint-Paul-de-Vence, 1967.
- Rencontre France-Amérique « Campo Vitale ». Pierre Alechinsky, Arman, César, Étienne-Martin, Henri Michaux, Claude Viseux, palais Grassi, Venise, 1967[2].
- Henri Michaux, Claude Viseux, Louis Pons, galerie Le Point cardinal, Paris, 1968.
- Pavillon français (Christian Boltanski, Jean Le Gac, Gérard Titus-Carmel, Claude Viseux), Biennale de Venise, 1972.
- Exposición International de Escultura en la Calle (es), Santa Cruz de Tenerife, 1973, 1994.
- Paris Paris - Créations en France, 1937-1957, Centre Pompidou, Paris, mai-novembre 1981.
- Triennale internationale de sculpture, New Delhi, 1986.
- Daniel Cordier, le regard d'un amateur, Centre Georges-Pompidou, Paris, 1989.
- Le temps d'aimer : César, Féraud, Viseux, palais des festivals, Biarritz, septembre 1991.
- De Bonnard à Baselitz, dix ans d'enrichissements de cainet des estampes, Bibliothèque nationale de France, 1992[46].
- Cinq lieux dits. Claude Viseux, Christine Etchevers, Christophe Doucet, Frank Cavadore, musée de Guéthary, 1995.
- Du ciel à la terre. Rencontres d'art en Quercy, musée Ingres, Montauban, juin-octobre 1997.
- Claude Georges, Claude Viseux, musée Ingres, Montauban, mars-mai 2000.
- René Drouin, le spectateur des arts. Victor Brauner, Jean Dubuffet, Max Ernst, Jean Fautrier, Vassily Kandinsky, Roberto Matta, Henri Michaux, Francis Picabia, Pablo Picasso, Claude Viseux, Wols, musée Sainte-Croix des Sables-d'Olonne, 2001[2].
- La nouvelle École de Paris, 1941-1965, Centre d'art contemporain de l'abbaye de Beaulieu-en-Rouergue, Ginals, juin-septembre 2002.
- Coquillages et crustacés, musée international des arts modestes, Sète, juin-novembre 2008[71].
- Ado Sato/Claude Viseux. Regard croisés, galerie les Modernistes, Paris, octobre-novembre 2008[72].
- Les surréalistes à Paris, La crypte Sainte-Eugénie, Biarritz, décembre 2012 - janvier 2013.
- Full Metal Sculptures, musée des Beaux-Arts Denys-Puech, Rodez, avril-novembre 2014.
- L'aventure d'une passion. Gilbert Delaine, un homme, un musée, LAAC Dunkerque, 2014[73].
- CorpssproC. Œuvres de la collection Cynorrhodon-FALDAC, Fondation Christian et Yvonne Zervos, Vézelay, juin-août 2015[56].
- Visat & Co, musée des Beaux-Arts de Pau, octobre 2017 - janvier 2018[59].
- 186 feuilles. Collection de dessins et de photographies de la ville de Vitry-sur-Seine, 1979-2018, galerie municipale Jean-Collet, Vitry-sur-Seine, mars-mai 2018[74].
- Hommage à Claude Viseux, 30e Salon de printemps de peinture et de sculpture, Tarnos, avril 2019[75].
- Quarante ans et plus ! - Regards sur la collection de la ville d'Anglet, villa Beatrix-Enea, Anglet, juillet-octobre 2020[76].

## Récompenses et distinctions

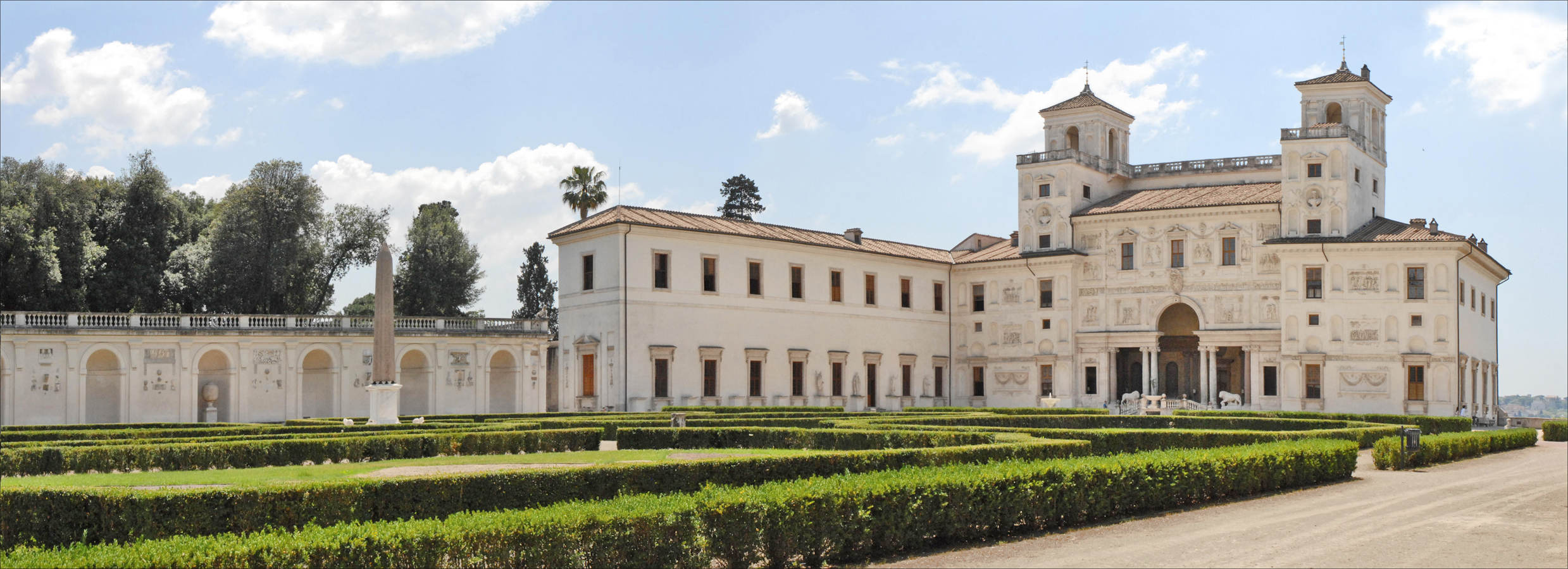
Rome, la villa Médicis.

- Depuis 1962, Claude Viseux a reçu cinq prix de sculptures dont le prix de la Fondation Woolmark en 1974 et le prix Anton-Pevsner en 1992.
- Membre du jury des pensionnaires de la villa Médicis, Rome, 1974[2].
- Médaille d'or de la Triennale internationale de sculpture de New Delhi, 1986[17].
- Chevalier de la Légion d'honneur.
- Officier de l'ordre des Arts et des Lettres.

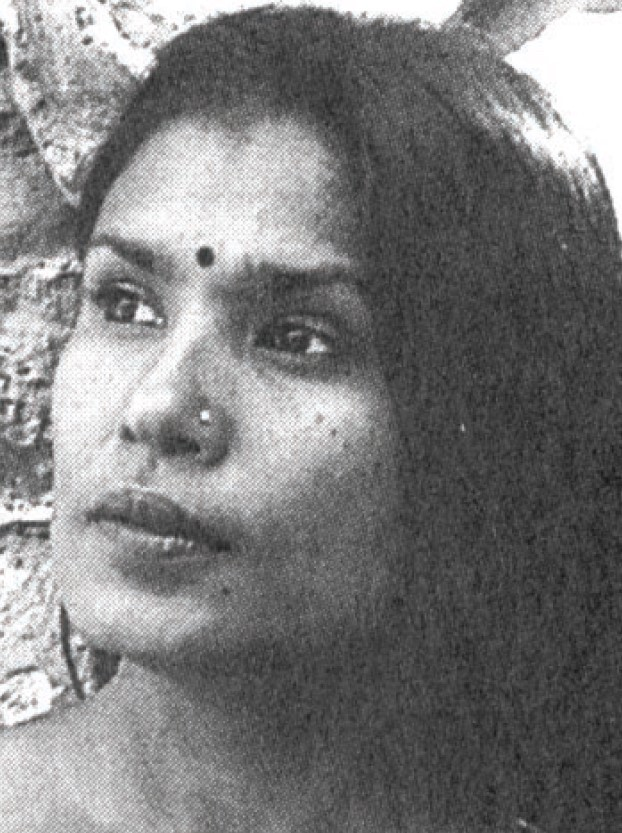
Sujata Bajaj

- Officier de l'ordre national du Mérite

## Élèves
- Sujata Bajaj[77]
- Christian Combaz.
- Patrick Rimoux.
- Jonny Andriamanankoavy

### Filmographie
- 1960 : Faciès, réalisé par Jacques Veinat, production Festival d'art d'avant-garde, Paris.
- 1978 : Un bruit de rose prisonnière, réalisé par Daniel Lecomte, production ORTF.
- 1997 : Claude Viseux, réalisé par Claude Guibert, Encyclopédie audiovisuelle de l'art contemporain, production Imago (en ligne).

### Radiophonie
- « Interview de Claude Viseux à propos de l'exposition Bijoux et objets tirés d'œuvres de peintres et de sculpteurs, galerie du Point Cardinal », émission Arts d'aujourd'hui, France Culture, 9 décembre 1967.